# Flugunfall der Jakowlew Jak-40 CCCP-88208 der Aeroflot
Am 17. Dezember 1976 kam es zum Flugunfall der Jakowlew Jak-40 CCCP-88208 der Aeroflot auf einem Frachtflug von Ust-Kut nach Kirensk, wobei alle 7 Insassen starben.

## Flugzeug und Insassen
Das Flugzeug war eine weniger als ein Jahr alte Jakowlew Jak-40 (Luftfahrzeugkennzeichen:CCCP-88208, Werknummer:9631349), die mit 3 Mantelstromtriebwerken des Typs Iwtschenko AI-25 ausgestattet war und seit dem 23. August 1976 eingesetzt wurde. Dabei absolvierte sie 327 Betriebsstunden und 348 Flugzyklen.
Die Besatzung bestand aus einem Flugkapitän, einem Ersten Offizier und einem Flugingenieur. Darüber hinaus flogen 2 Techniker der Aeroflot sowie 2 Frachtbegleiterinnen als Passagiere.

## Wetter
Zum Unfallzeitpunkt herrschte eine mondlose Nacht mit einer Lufttemperatur von −36 °C und einzelnen Cumuluswolken in 600 m Höhe, einem Wind aus Richtung 240° (Westsüdwest) 4–7 m/s und Schneetreiben bei einer Sichtweite von 10 km. Der Druck vor Ort betrug 703,5 mm Hg.

## Verlauf
Das Flugzeug wurde mit 1,2 t industriellen Güter beladen, 2½ h vor dem eigentlichen Start. Die Piloten bereiteten daraufhin den Start hastig vor und arbeiteten die Startcheckliste nicht vollständig ab. So stellten sie das Höhenleitwerk auf −6° statt auf −3,6° der Kapitän stellte seinen Druckmesser um 10 mm Hg zu hoch ein, und die Kabine wurde trotz der Kälte nicht geheizt, was gegen NTEWS-71 verstieß.
Daraufhin rollten sie hastig auf der Rollbahn bei einer Geschwindigkeit von 30–50 km/h und beschleunigten um 19:39 Uhr Ortszeit etwa 350 m vor der eigentlichen Startbahn zum Start auf Kurs 300°, nachdem sie bereits 10 h 35 min gearbeitet hatten. Als die Piloten beim Start sehr stark das Steuer zu sich zogen, hob die Jak-40, auch wegen der fehlerhaften Vorbereitungen, bei einer Geschwindigkeit von 155–160 km/h statt bei 185 km/h ab. Danach fuhren die Piloten die Landeklappen bei 210–220 km/h ein, was laut Flughandbuch 20 km/h zu wenig sind, und reduzierten die Nickwinkel, um an Geschwindigkeit zu gewinnen. Wegen der Dunkelheit erkannten sie den folgenden Sinkflug, bei dem das Flugzeug immer schneller wurde, nicht, zumal beim Kapitän wegen seines falsch eingestellten Druckmessers eine um 100 m zu große Flughöhe angezeigt bekam.
Es streifte mit einem Nickwinkel von −5° eine Minute nach dem Start, 1500 m vom Startbahnende entfernt und auf 11 m Höhe, Bäume. Es stürzte nach weiteren 77 m in die Taiga, zerschellte und fing Feuer; die Trümmer verteilten sich auf einer Fläche von 300·50 m. Der Erste Offizier wurde noch lebend aufgefunden, erlag jedoch Stunden später im Krankenhaus seinen Verletzungen.

## Ursache
Die Ermittler sahen als Unfallursache die mangelhafte Vorbereitung und die falschen Techniken seitens der Piloten beim Start an.